# Magdeburger Straßen/Q
Nachfolgend werden Bedeutungen und Umstände der Namengebung von Magdeburger Straßen und ihre Geschichte aufgezeigt. Aktuell gültige Straßenbezeichnungen sind in Fettschrift angegeben, nach Umbenennung oder Überbauung nicht mehr gültige Bezeichnungen in Kursivschrift. Soweit möglich werden auch bestehende oder ehemalige Institutionen, Denkmäler, besondere Bauten oder bekannte Bewohner aufgeführt.
Die Liste erhebt zunächst noch keinen Anspruch auf Vollständigkeit.
Quedlinburger Straße; Stadtteil Lemsdorf; PLZ 39118
Vormals: Krugstraße
Die Straße ist nach der Stadt Quedlinburg benannt. Eine Vielzahl der Straßen dieses Stadtteils ist nach geografischen Bezeichnungen aus dem Harz benannt.
Quenstedter Straße; Stadtteil Salbke; PLZ 39122
Vormals: Weißenburger Straße
Die Benennung scheint auf den südlich von Aschersleben liegenden Ort Quenstedt zu verweisen. Die Nähe zur Blumenberger Straße, Gröninger Straße und Hadmersleber Straße, die jeweils nach Orten im Raum Wanzleben-Börde, Oschersleben (Bode) und Halberstadt benannt sind, legt die Annahme nahe, das der Straßenname sich auf die Orte Groß Quenstedt und Klein Quenstedt bei Halberstadt bezieht.
Querstraße; Stadtteil Ottersleben; PLZ 39116
Der Name dieser sehr kurzen Straße rührt von ihrer Funktion als Querverbindung zwischen den parallel verlaufenden Straßen Niendorfer Straße und Lüttgen Ottersleben her.
Quittenweg; Stadtteil Reform; PLZ 39118
Benannt nach der Obstbaumart Quitte.